# Klasztor Franciszkanów w Wejherowie
Klasztor Franciszkanów w Wejherowie − franciszkański dom zakonny, wchodzący w skład Prowincji Św. Franciszka Zakonu Braci Mniejszych w Polsce (prowincja poznańska), na terenie archidiecezji gdańskiej, w województwie pomorskim.
Klasztor zawdzięcza swoje powstanie Jakubowi Wejherowi, który w 1643 ufundował kościół pod wezwaniem św. Franciszka i św. Anny wraz z klasztorem. W 1649 r. ufundował ponadto kalwarię. Rząd pruski skasował klasztor w 1834 r., ale zakonnicy nadal w nim przebywali, aż do powstania nowej Prowincji Niepokalanego Poczęcia NMP w Prusach Wschodnich i w Wielkim Księstwie Poznańskim w 1855 r., której stał się częścią. Ponownie skasowany w 1873 r. przeszedł w ręce duchowienstwa diecezjalnego. W 1946 r. prowincja ponownie objęła kościół i klasztor. W 1991 wszedł w skład nowo powstałej Prowincji św. Franciszka z siedzibą prowincjała w Poznaniu. W kościele klasztornym znajduje się łaskami słynący obraz Matki Bożej Wejherowskiej, koronowany przez Jana Pawła II w 1999.